# Fundación Superación de la Pobreza
La Fundación Superación de la Pobreza es una institución chilena de carácter social, privada, sin fines de lucro, nacida en 1994 para superar la pobreza del país. Esta fundación tiene diversos programas de intervención social para conseguir su tarea.
La Fundación para la Superación de la Pobreza (FSP) es una institución de la sociedad civil, sin fines de lucro y con intereses públicos, que nace en 1994. Su aporte al desarrollo nacional se realiza desde la acción y la generación de conocimiento, instrumentos y propuestas en materia de políticas e intervenciones sociales en pro de la superación de la pobreza y de la exclusión social.
Es un referente técnico en materia de pobreza y políticas sociales desde la sociedad civil, a través de la promoción e instalación de enfoques y alternativas de intervención innovadoras y distintivas, las que se fundamentan en la observación, acción, análisis y conversación pública con otros actores de la sociedad, para contribuir al desarrollo de nuevas políticas y estrategias para superar la pobreza.
Un factor clave en la conformación de su identidad estratégica ha sido la opción por convocar a jóvenes que se encuentran en plena formación profesional, de tal forma que participen en los Programas Sociales aportando en su implementación en calidad de Agentes Directos de Intervención.
La misión de la Fundación es contribuir a la superación de la pobreza promoviendo mayores grados de equidad e integración social en el país, que aseguren el desarrollo humano sustentable de las personas que hoy viven en situación de pobreza y exclusión social

## Programa de intervención socialServicio País
Servicio País es un programa de Intervención Social creado por la Fundación para la Superación de la Pobreza, que busca generar transformaciones socioculturales en las comunidades del territorio rural. Pretende compatibilizar logros en problemas puntuales de pobreza y carencias materiales, con efectos relacionados al estado de ánimo de las personas (autoestima, confianza), sus vínculos y su autonomía (protagonismo en su desarrollo).
Trabaja en y desde las comunidades por el desarrollo desde lo Local, utilizando una estrategia de desarrollo "desde abajo hacia arriba", donde uno de sus elementos más característicos es que sus profesionales trabajan y viven durante 12 meses en el territorio de destino, en contacto estrecho con las comunidades.
Los profesionales que trabajan en Servicio País están llamados a realizar un trabajo técnico de excelencia, basado en el respeto por la comunidad con la que trabajan, capaz de adaptarse a contextos diversos y generar innovación en las prácticas para superar pobreza. Este trabajo se realiza en equipos interdisciplinarios para abordar las problemáticas que la misma comunidad define como prioritarias.
Es un trabajo remunerado, sin embargo, se requiere una alta vocación social y excelencia académica, puescada año son miles los profesionales chilenos interesados en participar. 

#### Objetivo general
Incrementar las capacidades técnicas y sociales de las comunidades rurales pobres, para gestionar e implementar iniciativas de desarrollo local que resuelvan situaciones de pobreza, a partir del apoyo de recursos profesionales jóvenes.

#### Cómo postular
Los jóvenes profesionales que quieran trabajar en el programa deben ser egresados y postular durante el mes de noviembre de cada año, época en la cual la Fundación para la Superación de la Pobreza realiza el llamado masivo.
Como una forma de potenciar su trabajo en los distintos territorios, el Programa Servicio País tiene un proceso de convocatoria a estudiantes de educación superior para que realicen sus prácticas profesionales, en alguna temática de interés para las localidades, comunas, regiones y territorios donde el programa interviene a lo largo del país.
La lista de profesiones requeridas se publica cada año al empezar la convocatoria, sin embargo es bastante amplia. Se requieren tanto profesionales de las Ciencias Sociales como de las áreas productivas, ingenierías, turística, pesqueras, etc.